# Henri-Jacques-Guillaume Clarke
Pour les articles homonymes, voir Clarke.
Henri-Jacques-Guillaume Clarke, né le 17 octobre 1765 à Landrecies et mort le 28 octobre 1818 à Neuwiller-lès-Saverne, est un général français de la Révolution et de l’Empire, ministre de la Guerre de Napoléon Ier, fait comte d'Hunebourg et comte de l'Empire, puis duc de Feltre et maréchal de France en 1816.

## Biographie

### Ancien Régime
Il est issu d'une famille noble d'origine irlandaise, établie en France depuis l'émigration des Stuarts. En 1765, son père est garde magasin des subsistances de la ville de Landrecies. Le jeune Clarke se trouve orphelin très tôt et est élevé par son oncle, Henri Shée de Lignières, colonel de cavalerie et secrétaire des commandements du duc d'Orléans, qui le fait recevoir cadet gentilhomme à l'École militaire de Paris le 17 septembre 1781. Il est nommé sous-lieutenant au régiment de Berwick le 11 novembre 1782, puis cornette blanche de hussards avec rang de capitaine, dans le régiment Colonel-Général le 5 septembre 1784.

### Révolution française

#### Début de la Révolution (1789-1792)
Il est promu capitaine de dragons le 11 juillet 1790. Il quitte ensuite l'armée pour la diplomatie, et il devient gentilhomme d'ambassade à Londres. Revenu en France au commencement de 1791, il reprend son grade, est réformé, puis replacé le 5 septembre comme capitaine de 1re classe au 14e de dragons (ancien « Orléans-Dragons »). Il passe de ce grade à celui de chef d'escadron au 2e régiment de cavalerie légère le 5 février 1792, où il devint bientôt lieutenant-colonel.

#### L'armée du Rhin (1793)
Il est alors affecté à l'armée du Rhin, et se signale à la prise de Spire, où il fait rendre les armes à une partie des troupes chargées de la défense de cette place. Le 20 mars 1793, il se distingue lors du combat de Stromberg et le 27, jour de la déroute de Bingen, il défend avec valeur le passage de la Nahe, et est nommé, par les représentants en mission, général de brigade provisoire à l'affaire d'Horcheim (« Erchein » ou « Ercheim »), près de Landau, le 19 mai suivant. Il obtient peu de temps après le commandement des trois régiments de dragons qui combattent à l'avant-garde, puis est nommé chef de l'état-major général de l'armée du Rhin.

#### Révocation et retour au service (1793-1795)
Les commissaires de la Convention le destituent comme noble le 12 octobre 1793, la veille de la prise des lignes de Wissembourg par les Autrichiens. Il est arrêté et incarcéré comme suspect, puis libéré ; mais désespérant de faire révoquer la décision qui l'éloigne du service, Clarke se rend en Allemagne, y fait un séjour de peu de durée, et revient à Paris. Le 13 ventôse an III, il écrit au banquier Perregaux, qu'éloigné injustement de l'armée, il est oblige de chercher un emploi. 

« Je parle et j'écris correctement, dit-il, l'anglais, l'allemand et le français ; j'ai une légère idée de la tenue de livres en partie double... Je désire être employé à Paris, soit par un banquier, soit par une maison de commerce, avec un traitement honnête. J'aime le travail et l'on me trouvera toujours exact, probe et discret. »

Après la chute de Robespierre, il est rappelé au service le 18 février 1795, et confirmé le 17 mars, dans le grade de général de brigade. Il est chargé, par commission du-même jour, obtenue grâce à la protection de Carnot, de la direction historique et topographique du ministère de la Guerre, et concourt à la rédaction des plans dont l'exécution répand alors « un si grand éclat sur les armées françaises » Les services importants qu'il rend dans cette direction, où il rétablit l'ordre, lui valent le grade de général de division le 7 décembre 1795. C'est à cette époque que le Directoire le charge d'une mission secrète auprès du cabinet de Vienne (Autriche).

#### L'armée d'Italie (1796-1797)
À peine de retour à Paris, il reçoit l'ordre de partir pour l'Italie, surtout pour surveiller le général Bonaparte, dont les victoires et l'ambition inquiètent le gouvernement. Le but apparent de cette mission est d'aller à Milan pour obtenir la mise en liberté de La Fayette, Latour-Maubourg et Bureau de Pusy, internés à Olmütz,. Bonaparte a deviné les intentions du Directoire, mais il feint de se méprendre sur le véritable but de la mission de Clarke, et lui fait l'accueil le plus favorable. Celui-ci se met au service du général en chef, qui en obtient des révélations sur la nature des instructions du conseil du Luxembourg. Lorsque Venise tombe au pouvoir des Français le 5 mai 1797, le général Clarke est chargé d'assister à l'ouverture du portefeuille du comte d'Antraigues, que l'on a arrêté dans cette ville.
Cependant, le gouvernement directorial, instruit du rapprochement entre le chef de l'armée d'Italie et son agent secret, rappelle ce dernier à Paris. Clarke élude les ordres qu'il venait de recevoir, en se prévalant de ses instructions patentes, reste à Udine avec Bonaparte, et coopère avec lui à la conclusion du traité de paix signé à Campo-Formio le 17 octobre. Après la signature du traité, une dépêche plus impérative et plus pressante que la première lui enjoint de quitter sur-le-champ l'Italie. Dès son arrivée en France, il reçoit de vifs reproches du Directoire. Non seulement, il cesse d'être employé activement comme général, mais il perd la direction du bureau topographique. Cependant, vers la fin de l'an VI (été 1798), le Directoire le charge de la négociation du traité d'alliance entre la République française et le roi de Sardaigne, traité d'alliance avantageux pour l'armée d'Italie.

### Consulat
Clarke se montre un des plus zélés partisans du coup d'État de Bonaparte. Aussi le premier Consul le rétablit-il très rapidement dans ses fonctions de chef du bureau topographique. Lors du congrès de Lunéville, le 20 septembre 1800, le général Clarke y entame les négociations qui sont suivies par Joseph Bonaparte, frère du Premier consul. Le 24 septembre, le gouvernement consulaire lui confie le commandement extraordinaire de Lunéville et du département de la Meurthe. Il est chargé de diriger vers leur patrie, au mois d'octobre 1801, les soldats russes prisonniers des Français. Le général Clarke se comporte avec tant de bienveillance envers les prisonniers, que l'empereur de Russie témoigne sa reconnaissance par le don d'une épée magnifique, enrichie de diamants.
Le 20 juillet 1802, le premier Consul l'envoie avec le titre de ministre plénipotentiaire auprès du prince de Parme, nouvellement créé roi d'Étrurie. Il reste en Toscane jusqu'en 1804, puis revient en France comme conseiller d'État, puis secrétaire du cabinet de l'Empereur pour la guerre et pour la marine.

### Premier Empire

#### Officier d'active

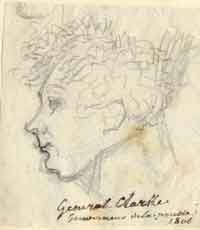
Houdetot, directeur des contributions indirectes de Prusse à Berlin, a l'occasion de croquer le gouverneur de la capitale prussienne en 1806.

Clarke rentre dans l'armée active lorsque Napoléon lance la campagne d'Allemagne en 1805. Il participe à la prise d'Ulm, et est nommé gouverneur de Vienne, de la Basse-Autriche, de la Styrie et de la Carinthie (15 novembre 1805). Après avoir présidé à la délimitation des frontières de la Brisgau, qui touchait au Wurtemberg et au grand-duché de Bade, il revient à Paris. Le 20 juillet 1806, il conclut avec Peter von Oubril (de), ambassadeur de Russie, un traité de paix que l'influence anglaise fait rejeter par la cour de Russie. Le 5 août 1806, l'Empereur le charge de s'occuper, avec lord Yarmouth (en), des préliminaires d'un traité de paix entre la France et le gouvernement britannique. Mais la mort de Fox (13 septembre 1806), en changeant la face des affaires, fait échouer ces négociations.
Le 14 octobre suivant, commence la campagne de Prusse, achevée par la victoire d'Iéna. Clarke prend part à cette bataille, où il fait capituler les grenadiers saxons de Hundt, qui lui remettent leur drapeau et une batterie de plusieurs pièces de canon attelées et approvisionnées. Il est chargé des fonctions de gouverneur d'Erfurt, encombrée de nombreux prisonniers prussiens. Dès novembre 1806, il est nommé gouverneur de Berlin. Il réussit à obtenir l'estime des habitants par sa fermeté, sa modération, et surtout par sa probité. On lit dans le Recueil des pièces officielles fait par un conseiller prussien, que le général Vandamme ayant voulu enlever les meubles du palais de Potsdam où il a été logé, le général Clarke l'oblige de les restituer. En 1807, il est chargé de l'échange des ratifications du traité de paix conclu entre la France et le royaume de Saxe ; à cette occasion, il obtient la grand-croix de l'Ordre militaire de Saint-Henri.

#### Ministère de la Guerre (1807-1814)
Le 9 août 1807, il est nommé ministre de la Guerre en remplacement du maréchal Berthier.

Le 6 janvier 1808, il écrit à Napoléon : 

« Sire, Votre Majesté m'a ordonné de former le 1er et le 2e corps d'observation de la Gironde. Le premier de ces corps, que commande le général Junot, a conquis le Portugal. La tête du deuxième est déjà à portée de suivre le premier, si les circonstances l'exigent. Votre Majesté, dont la prévoyance n'est jamais en défaut, a voulu que le corps d'observation de l'Océan, qu'elle a confié à M. le maréchal Moncey, fût en troisième ligne. La nécessité de fermer les ports du continent à notre irréconciliable ennemi, et d'avoir sur tous les points d'attaque des moyens considérables, afin de profiter des circonstances heureuses qui se présenteraient pour porter la guerre au sein de l'Angleterre, de l'Irlande et des Indes, peut rendre nécessaire la levée de la conscription de 1809.
Le parti qui domine à Londres a proclamé le principe de la guerre perpétuelle, et l'expédition de Copenhague a révélé ses intentions criminelles. Quoique l'indignation de toute l'Europe se soit soulevée contre l'Angleterre, quoiqu'à aucune époque la France n'ait eu des armées aussi nombreuses, ce n'est point encore assez : il faut que l'influence anglaise puisse être attaquée partout où elle existe, jusqu'au moment où l'aspect de tant de dangers portera l'Angleterre à éloigner de ses conseils les oligarques qui les dirigent, et à confier l'administration à des hommes sages et capables de concilier l'amour et l'intérêt de la patrie avec l'intérêt et l'amour du genre humain, une politique vulgaire aurait pu déterminer Votre Majesté à désarmer ; mais cette politique serait un fléau pour la France, elle rendrait imparfaits les grands résultats que vous avez préparés. Oui, Sire, Votre Majesté, loin de diminuer ses armées doit les accroître jusqu'à ce que l'Angleterre ait reconnu l'indépendance de toutes les puissances et rendu aux mers cette tranquillité que Votre Majesté a assurée au continent. Sans doute, Votre Majesté doit souffrir d'exiger de ses peuples de nouveaux sacrifices, de leur imposer de nouvelles obligations ; mais elle doit aussi se rendre à ce cri de tous les Français : « Point de repos jusqu'à ce que les mers soient affranchies, et qu'une paix équitable ait rétabli la France dans le plus juste, le plus utile et le plus nécessaire de ses droits. » Je suis, etc. »

Lettre de Henri Clarke à l’empereur Napoléon Ier évoquant la réception par son secrétaire général de trois courriers émis par la Secrétairie d’État, dont les cachets ont été violés durant la transmission, Paris, 5 janvier 1812. Archives nationales de France.
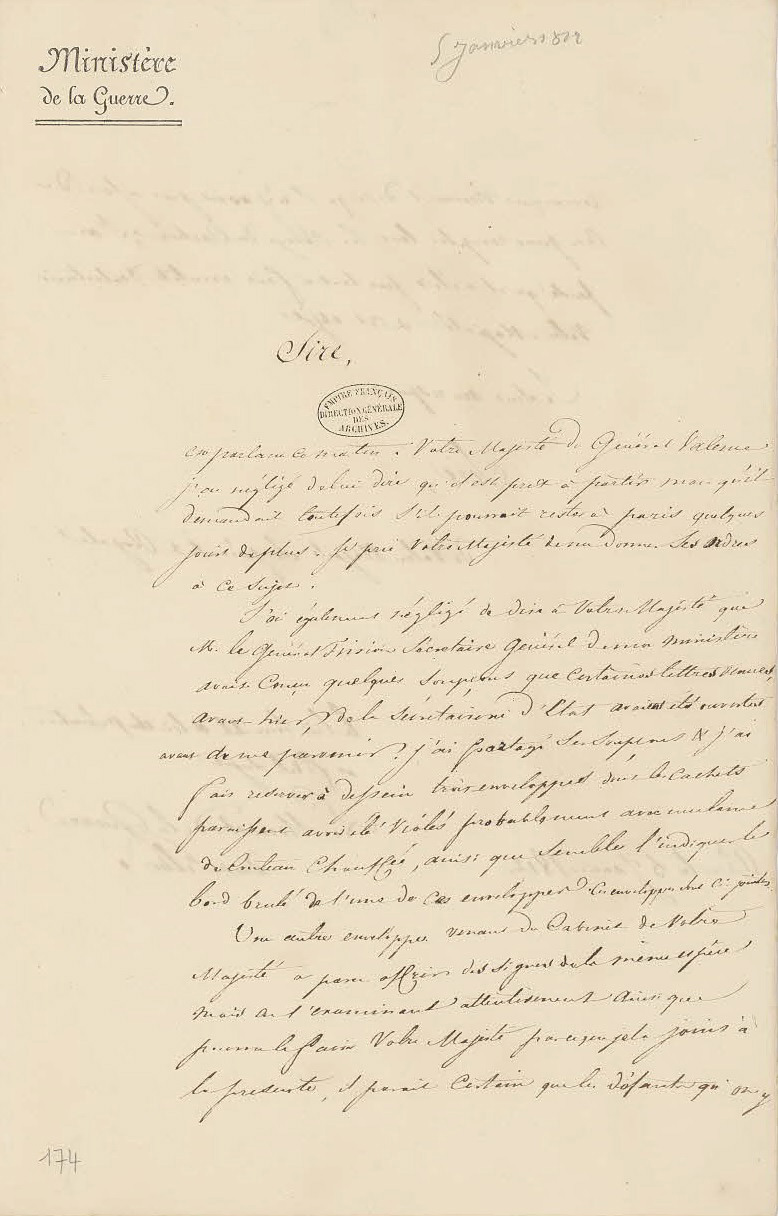
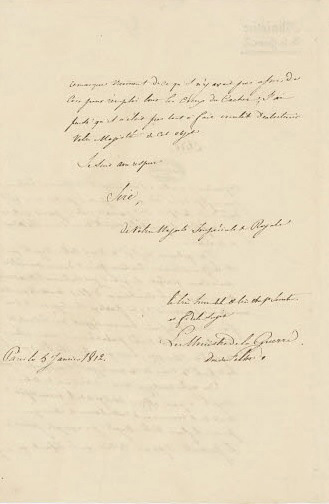

#### L'affaire de Walcheren (1809)
L'énergie de Clarke est attestée au mois d'août 1809, lorsque Lord Chatam débarque dans l'île de Walcheren avec « 55 000 hommes[réf. à confirmer]. Dans la première semaine, le ministre de la Guerre opposa plus de 20 000[réf. à confirmer] (ou 30 000[réf. à confirmer]) hommes aux Anglais : quinze jours ne s'étaient pas écoulés que 40 000 autres combattants se pressaient autour d'Anvers.[réf. à confirmer] ». En moins de cinq semaines, il forme une armée de plus de 100 000 hommes[réf. à confirmer],, qu'il porte sur les bords de l'Escaut.

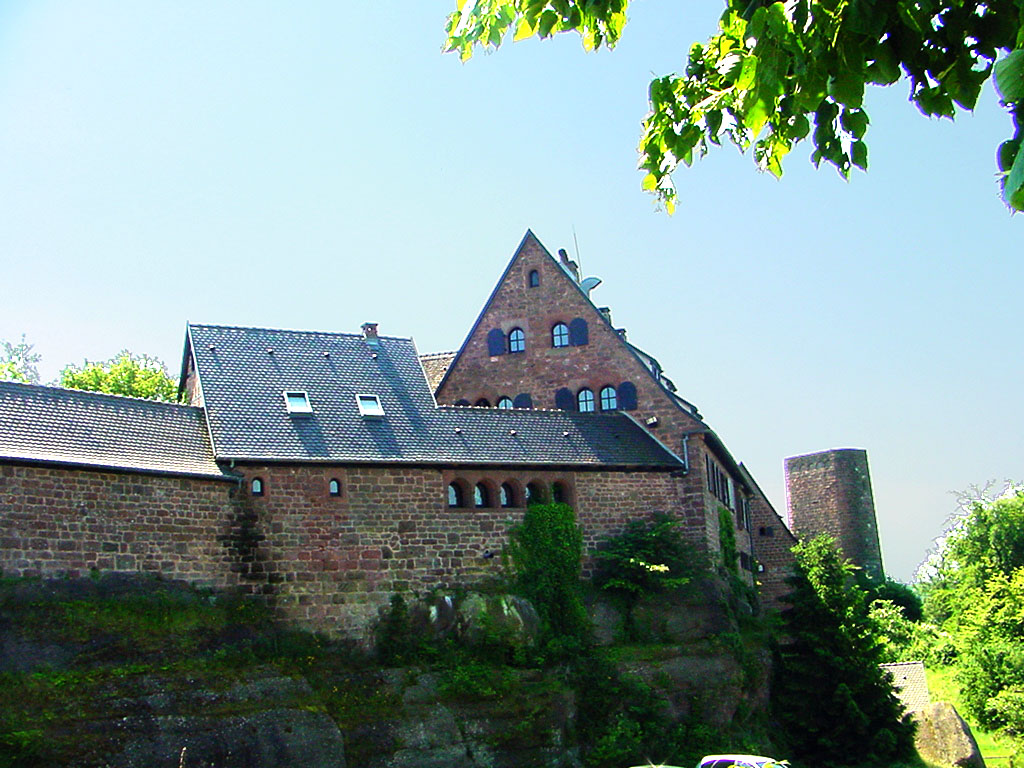
Le château de Hunebourg : vendu à la Révolution, les ruines du château sont achetées plus tard par le général Clarke en 1809, qui transforme le domaine en parc.

Ce rapide déploiement de forces, qui rend infructueuse la tentative de lord Chatam, vaut à Clarke, précédemment nommé comte d'Hunebourg, avec une dotation de 20 000 francs sur les domaines de Rheten et Ahlden (Aller), le titre de duc de Feltre (15 août 1809) et le grand aigle de la Légion d'honneur (14 août. Il est membre depuis 1803, commandant depuis 1804, grand officier depuis 1806).
Clarke continue d'administrer, pendant les campagnes d'Espagne et de Russie, avec une « constance digne des plus grands éloges. Il est encore actif, laborieux, vigilant ; son habileté se trouve rarement en défaut, mais ce qui lui mérite surtout l'estime générale, c'est l'intégrité scrupuleuse qui préside à tous les actes de son administration, dans un temps où grand nombre d'administrateurs semblent n'avoir reçu d'autre mission que celle de travailler à leur fortune personnelle. »
Attitude du duc de Feltre envers Carnot

On peut rappeler l'attitude honorable du duc de Feltre envers Carnot qui depuis la suppression du Tribunat en 1807, n'a plus que son traitement de membre de l'Institut. À l'époque des préparatifs de la campagne de Russie (1812), au cours d'une séance de travail avec l'Empereur, le ministre le sollicite en faveur de Carnot : 

« — Sire, je désirerais appeler la bienveillance de Votre Majesté sur le général Carnot ; il est dans la situation de fortune la plus fâcheuse, et cependant je ne puis lui faire accepter le moindre secours, même à titre de prêt. Votre Majesté ne saurait être étonnée de l'intérêt, ou plutôt de la reconnaissance que je porte au général Carnot ; c'est lui qui m'a placé, en 1794, à la tête du bureau topographique (établi auprès du Comité de salut public), et si mes services ont pu être agréables à Votre Majesté, c'est donc à lui que j'en suis redevable. »

« — Eh bien ! répondit Napoléon après quelques moments de réflexion, dites à Carnot que je l'attends demain à deux heures. »

 À la suite de cette entrevue, un décret accorde au général Carnot une pension de 6 000 francs, avec rappel depuis le jour de la suppression du Tribunat.

### Suspecté de trahison par ses contemporains

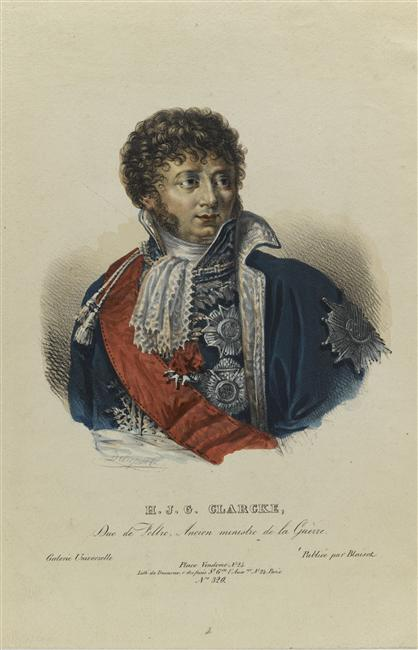
H.J.G. Clarcke, duc de Feltre, par Henri Horace Roland Delaporte, Musée national du Château de Malmaison, Rueil-Malmaison.

Cependant cet homme, « dont le courage et la présence d'esprit ne s'étaient jamais démentis, ne montra que de la mollesse, de l'irrésolution », à l'époque où la conjuration des généraux Malet et Lahorie éclata à Paris dans la journée du 23 octobre 1812. Il ne retrouva son énergie que lorsque les conjurés eurent été arrêtés par un concours de circonstances indépendantes de sa volonté.

« Son indécision, dans cette circonstance, fit naître de mauvaises pensées qui se reproduisirent plus tard sous des formes différentes. »

Le ministre fut néanmoins maintenu à son poste. La formation des gardes d'honneur (en 1813) souleva, contre l'Empereur, les anciens nobles, toutes les personnes riches qui avaient dépensé des sommes considérables pour le remplacement de leurs fils. « Cette mesure était si injuste et si impolitique, » dit Mme veuve du général Durand, dans ses Mémoires, « que bien des gens soupçonnèrent le duc de Feltre, qui la proposa, d'avoir eu des intentions perfides. En un mot, on crut que ce ministre avait été gagné par quelque puissance étrangère. » On a dit qu'il était entré en relation avec un agent des Bourbons, le marquis de Chabannes, et qu'il laissa, à l'approche des alliés, Paris sans défense. On peut lui reprocher aussi de n'avoir pas déployé, pour la défense du territoire, ce luxe de moyens qu'il avait tant de fois présentés à l'invasion. Ce fut lui qui présenta à Marie-Louise, le 27 février 1814, les drapeaux enlevés à l'ennemi aux combats de Champ-Aubert et de Montmirail.

#### Fuite à Blois
La veuve Durand, déjà citée, formule une seconde accusation qui donne de la gravité à la précédente : « La générale, a-t-elle écrit p. 181, avait été battue pendant une partie de la nuit du 29 au 30 mars ; toute la garde nationale était sur pied, je ne dirai pas sous les armes, car une grande portion des hommes qui la composaient n'avaient que des piques. Les chefs en firent demander au duc de Feltre, qui répondit qu'il n'en avait pas à sa disposition. Cependant quand les troupes alliées furent entrées dans la capitale, elles en trouvèrent encore des magasins considérables. »
Après l'échec final de Napoléon, le duc de Feltre fut un de ceux qui engagèrent le plus vivement l'Impératrice à quitter Paris. Il suivit cette princesse à Blois. Mme Durand nous apprend, p. 223 que « le général autrichien comte de Schowaloff s'était rendu à Blois aussitôt après la publication de l'acte de la déchéance prononcée par le Sénat. Tous ces fonctionnaires furent forcés de prendre à la mairie de Blois des passeports pour leur retour et de les faire viser par le comte Schowaloff, qui eut des égards gradués selon ce qu'il connaissait de la conduite de chacun d'eux. On remarqua qu'il se prêtait à tout ce qui pouvait convenir au duc de Feltre. »

#### Première Restauration
Le 8 avril, il envoya son adhésion en ces termes au gouvernement provisoire : 

« Les actes du gouvernement qui vient de finir, m'ayant dégagé de tout ce que j'avais considéré comme devoir envers lui, j'use de la liberté qu'un si grand événement vient de me rendre, pour remettre entre vos mains la promesse d'être fidèle au Roi et à son auguste famille. »

 Ce qui contribua certainement à propager les bruits de trahison qui coururent à l'époque des deux Restaurations, ce furent son empressement à adhérer à la déchéance de l'Empereur, son élévation à la pairie dès le 4 juin, et la promptitude qu'il mit à répondre, dans le Moniteur de Gand du 9 mai 1815, au reproche de la Gazette d'Augsbourg, reproduit dans le Journal de l'Empire du 2 mai, relativement au général comte d'Erlon : il se justifia, par le défaut de juges et par la fuite de cet officier général, de ne pas l'avoir fait passer devant un conseil de guerre au mois de mars. « Était-il donc si nécessaire de prouver qu'il lui avait été impossible de faire verser le sang d'un de ses frères d'armes ? »
Louis XVIII, le nomma pair de France le 4 juin 1814, et chevalier de Saint-Louis le 27 décembre suivant. Devenu l'un des sujets les plus dévoués du nouveau gouvernement, il ne montra pas moins de zèle à défendre les intérêts de la monarchie qu'il n'en avait déployé dans sa double carrière de républicain et de serviteur de l'Empire. Ce fut lui qui, à l'occasion du projet de censure tenté pour la première fois par l'abbé duc de Montesquiou, osa faire entendre à la tribune cette maxime d'un pouvoir suranné : « Si veut le roi, si veut la loi. »

#### Cent-Jours
En 1815, le lendemain de l'entrée triomphante de l'Empereur à Lyon (10 mars), le duc de Feltre fut nommé ministre de la Guerre en remplacement du maréchal Soult (11 mars). Il se rendit à la Chambre des députés, où, forcé par sa position de parler de lui-même, il prononça le discours suivant : 

« Sa Majesté m'a proposé le portefeuille de la guerre ; il eût été lâche de refuser dans une circonstance aussi pénible. Je n'ai pas craint de répondre à cette honorable confiance, parce que j'ai la certitude d'être fidèle à mes devoirs, comme toute ma vie j'ai été fidèle à tous les engagements que j'ai pris. Parvenu à ma cinquantième année, je n'ai jamais trahi personne ; et, si lorsque j'étais en Toscane, la ville de Paris a bien voulu me donner un témoignage signalé de son estime, c'est qu'elle savait que j'étais honnête homme et incapable de manquer à mes devoirs. Je dis cela, parce que je me suis trouvé sous un gouvernement autre que celui qui a été si heureusement rétabli en France par le retour de Sa Majesté. »

 D'après cette déclaration de principes, le duc de Feltre publia un ordre du jour pour faire un appel à l'honneur de l'armée. 

« On ne capitule point sans infamie, et tôt ou tard sans châtiment, avec des serments libres et solennels ; nous avons tous juré fidélité au roi, qui nous fait jouir de la paix au dehors, et au dedans des bienfaits d'un gouvernement paternel. Nous avons juré de maintenir cette charte constitutionnelle qui consacre les droits et les devoirs de tous. Voilà cependant les biens qu'on voudrait nous ravir en un instant et sans retour, etc. »

Napoléon, qui ne pouvait croire à cette trahison, lui laissa son portefeuille. Il eut lieu de s'en repentir : tout ce qui tenait au département de la guerre alla de telle façon, que l'Empereur, sur la route de Fontainebleau, s'écriait : 

« Clarke est un vilain homme ; on me l'avait dit; mais je n'aurais pas voulu le croire. »

« Plus d'une fois, en 1813 et 1814, on essaya de m'inspirer des doutes sur sa fidélité ; je ne m'y arrêtai jamais : je l'ai toujours cru probe et honnête. »

— Las Cases, Le Mémorial de Sainte-Hélène.
« Il n'est point authentique que le duc de Feltre, au moment où il s'agissait de défendre Paris, en 1814, ait empêché de distribuer des fusils aux braves Parisiens qui voulaient disputer leurs foyers à l'invasion, étrangère ; il serait aussi difficile de prouver que ce ministre ait fait remplir de cendre les cartouches distribuées à la troupe. Mais il paraît assuré que le duc se faisait secrètement certains reproches ; on en peut juger par le fait suivant. Passant à Lille pour se rendre à Gand, en 1815, il visite le général Grundler et lui dit : « Vous êtes bien heureux ; vous servez Napoléon : moi il me ferait pendre ; il faut que je sorte de France. » Chassez le naturel, il revient au galop. »
— Georges Touchard-Lafosse, La Révolution, l'Empire et la Restauration.
Lorsque les Bourbons furent obligés de quitter la France, le duc de Feltre se rendit à Gand auprès de Louis XVIII. Il y fut toujours chargé du portefeuille de la guerre, et reçut de son souverain une mission auprès du prince régent d'Angleterre.

### Maréchal de France (1816)
Ramené à Paris par le « désastre de Waterloo », il fut nommé 15 septembre suivant, gouverneur de la 9e division militaire, et membre du conseil privé le 19 du même mois. Rappelé au ministère de la Guerre, dont le maréchal Gouvion Saint-Cyr venait d'être éloigné (26 septembre), il se signala, pendant le cours de sa nouvelle administration, par des mesures d'une excessive sévérité. Ce fut lui qui licencia l'armée. Il attacha son nom au rétablissement des cours prévôtales, il ordonna l'instruction du procès du général Travot, condamné à mort malgré la loi d'amnistie. Il joignit à ses fonctions ministérielles celles de gouverneur de la 14e division militaire à partir du 10 janvier 1816. Il soumit l'armée à une classification par catégories, que le général de Puniet de Monfort détaille dans ses Mémoires :

« On se rappelle que le duc de Feltre, nommé maréchal, et ayant remplacé dans le ministère de la Guerre le maréchal Saint-Cyr, eut l’idée de classer en quatorze catégories tous les individus qui avaient composé l’armée française. (Les plaisants du temps demandaient qu’il fût admis à l’Institut, dans l’Académie des Sciences, section d’histoire naturelle, comme auteur d’une nouvelle classification méthodique des Bipèdes belligérants.)
La 1ère catégorie devait se composer des hommes parfaitement purs qui avaient suivi le Roi à Gand. (Plus tard, on reconnut que ces élus étaient dans le cas le plus grave où pouvait se trouver un militaire ; qu’ayant déserté leur poste pour passer à l’étranger, ils ne pouvaient être réintégrés par aucune mesure administrative, ni judiciaire ; qu’ils ne pouvaient l’être que par une mesure de haute souveraineté. Le Roi fut obligé de couvrir de son amnistie ceux qui l’avaient suivi à Gand, que d’un autre côté il glorifiait comme les plus fidèles de ses sujets.)
La [seconde] devait comprendre ceux qui, étant restés en France, avaient refusé toute espèce de service, et ainsi de suite en descendant jusqu’à la 14e qui devait se composer de ceux qui, avant l’arrivée de Bonaparte à Paris, avaient reconnu son autorité et avaient soulevé ou contribué à soulever les troupes pour la leur faire reconnaître. Cette catégorie dernière était proscrite : les réprouvés qui y étaient classés ne pouvaient entrer dans les rangs de la nouvelle armée. (Cette dernière mesure, de même que tout ce bel échafaudage de classification, demeura sans exécution et sans résultat. Les officiers de la quatorzième classe finirent par rentrer dans l’armée, tout comme ceux de la première, de la seconde et de toutes les autres. Le souvenir de cette mesure ne demeure que comme une grande tache à la mémoire du duc de Feltre.) »

Devenu maréchal de France (3 juillet 1816), le mauvais état de la santé du duc de Feltre le détermina à donner, en septembre 1817, sa démission du ministère de la Guerre. Il se retira dans sa terre de Neuwiller, près de Saverne, et y mourut le 28 octobre 1818. Son épouse fit ériger quelques années plus tard un monument funéraire encore visible aujourd'hui dans le cimetière communal de Neuwiller-lès-Saverne. Napoléon l'a jugé assez sévèrement comme militaire. Il ne lui reconnaissait « aucun talent pour le commandement ». Le duc de Feltre a été diversement jugé par ses contemporains ; mais on a dit de lui, avec vérité, qu'il était l'homme d'épée qui devait le plus au travail de sa plume.
Le duc de Feltre était Grand-croix de l'ordre de la Fidélité de Bade. Il possédait plusieurs langues et cultivait les lettres. « Le grand nombre de mémoires qu'il a rédigés sur la diplomatie, la guerre et l'administration, sont tous remarquables par la clarté et la correction du style ». Son nom est gravé sur l’arc de triomphe de Paris.

### Titres
- 1er Comte d'Hunebourg (lettres patentes du 24 avril 1808, Bayonne[16]) ;
- 1er Duc de Feltre (décret du 15 août 1809, Schoenbrunn[17]) ;
- Dotation de 20 000 francs sur les domaines de Rheten et Ahlden (Aller)[6]

### Distinctions
Empire français
- Légion d'honneur[18] :
  - Légionnaire (9 vendémiaire an XII : 2 octobre 1803), puis,
  - Commandant (25 prairial an XII : 2 juin 1804), puis,
  - Grand officier (8 février 1806), puis,
  - Grand aigle de la Légion d'honneur (14 août 1809) ;

 Royaume de France
- Chevalier de Saint-Louis (27 décembre 1814) ;

 Grand-duché de Bade
- Grand'croix de l'Ordre de la Fidélité (Bade)

 Royaume de Saxe
- Grand'croix de l'Ordre militaire de Saint-Henri

 Royaume de Bavière
- Chevalier de l'Ordre de Saint-Hubert (Bavière).

### Armoiries
| Figure | Blasonnement |
|        | Famille Clarke (d'origine irlandaise) sous l'Ancien Régime D'or, à la bande engrelée d'azur, chargée d'une étoile d'argent, accompagnée de deux besants d'or.,                                                        |
|        | Armes du comte de Hunebourg et de l'Empire De gueules aux trois épées d'argent à poignées d'or posées en pal, la pointe vers le chef ; au franc-quartier de comte-ministre. - Livrées : blanc, rouge, argent, nuancé. |
|        | Armes du duc de Feltre et de l'Empire De gueules, à trois épées hautes en pal d'argent, montées d'or et rangées en fasce ; au chef des ducs de l'Empire brochant., - Livrées : blanc, rouge, argent, nuancé.          |

## Mariages et postérité
Henri Clarke avait épousé en premières noces, le 3 août 1789 à Londres Elisabeth Christiane Alexander (1778-1840).
- Divorcé dès 1795, le couple avait eu une fille :
  - Henriette Clarke de Feltre (1790 - Londres (Grande-Bretagne) † 18 mars 1831 - Hyères, Var), mariée, le 16 avril 1808 à Paris, avec Raymond (1784-1867), baron de Montesquiou Fezensac et de l'Empire (1809) puis 2e duc de Fezensac (1832), lieutenant-général, dont :
    - Roger Aimery (1809-1864), comte de Fezensac, saint-cyrien (1825-1827), marié en 1837 avec Gasparine Ursule Ida de Finguerlin-Bischingen (1805-1846), dont
      - Philippe (1843-1913), 3e duc de Fezensac, sénateur du Gers (1887-1897), marié en 1865 avec Suzanne Roslin d'Ivry 1845-1913, dont :
        - 2 filles ;

    - Richard (1810-1810) ;
    - Louise Mathilde (1811-1883), mariée avec Moritz (1799-1873), comte de Flavigny, dont postérité ;
    - Henriette-Oriane/Auriane (16 novembre 1813 - Paris † 15 juillet 1887 - Château de Prunoy, département de l'Yonne), mariée, le 16 novembre 1836 à Paris, avec Charles-Marie-Augustin, comte de Goyon (1803-1870), général de division, sénateur du Second Empire, dont :
      - Marie-Mathilde-Henriette (1837 † 27 juin 1912 - Paris VIIIe), comtesse de Courcy , mariée en 1857 avec Henri Roussel, comte de Courcy (1827-1887), dont postérité ;
      - Marie-Philippine-Antoinette-Charlotte (1839 † 12 décembre 1929 - Pau), baronne Séguier, mariée, le 6 août 1856 à Paris, avec Antoine 1832-1929), 3e baron Séguier , magistrat, dont postérité ;
      - Marie-Victoire-Ida (3 mai 1842 † 16 décembre 1851) ;
      - Charles-Marie-Michel (14 septembre 1844 - Chantenay-sur-Loire (Loire-Inférieure) † 1930), 3e duc de Feltre (décret du 2 juillet 1864), 3e vicomte de Goyon (24 mars 1872), 3e comte de Goyon (1918), attaché d'ambasade, sous-lieutenant de hussards, député des Côtes-du-Nord (1876-1885), marié, le 5 juin 1879, avec Léonie de Cambacérès[24] (1858-1909), dont :
        - Auguste (17 juillet 1884 - Château de La Roche-Goyon, Noyal[25] † 8 mars 1957 - Paris), 4e duc de Feltre, président de la chambre d'agriculture des Côtes-du-Nord (1924)[25], marié, le 21 octobre 1933 à Paris, avec Helen Seton (1893-1983), dont :
          - un fils, 5e duc de Feltre, marié deux fois, dont :
            - Postérité ;

      - Aimery-Marie-Médéric (13 mars 1849 - Paris † 5 mai 1918 - Paris), 2e comte de Goyon (décret du 17 juin 1865), attaché d'ambassade, député de Guingamp, marié avec Mlle de Raigecourt-Gournay, dont :
        - Jeanne Marguerite Marie Thérèse (9 mars 1882 - Paris † 14 janvier 1980), mariée, le 29 juin 1904 à Paris, avec Joseph de Séguier  (1872-1940), dont postérité ;
        - Oriane (31 juillet 1887 - Hyères † 26 novembre 1926 - Vernon) ;

    - Raymond (1818-1819) ;

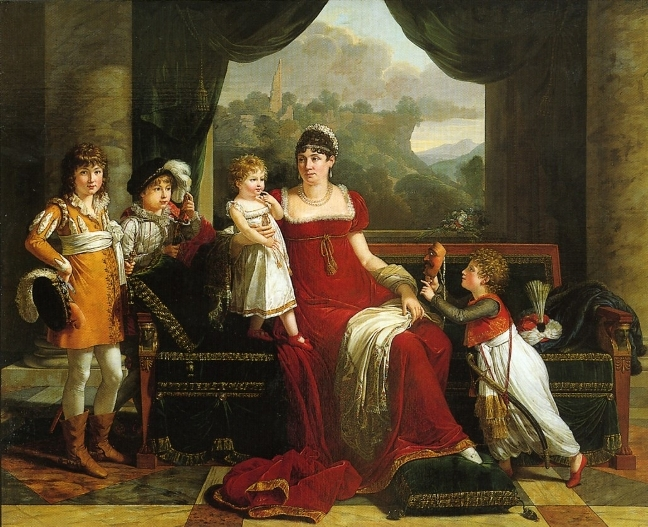
Portrait de la générale Clarke, Marie Françoise Joséphine Zaepffel, avec ses quatre enfants, François-Xavier Fabre (1766–1837), 1810, Musée Marmottan, Paris.

Le duc de Feltre contracta une seconde union, le 26 janvier 1799 à Bouxwiller (Bas-Rhin), avec Marie-Françoise Zaepffel (17/09/1768 - 20/07/1840), nièce de Jean-Évangéliste Zaepffel (1735-1808), futur évêque de Liège.
Le couple eut quatre fils, lesquels furent sans union, ni postérité : l'aîné, Edgar Clarke (1799-1852), duc de Feltre, comte d'Hunebourg, d'abord garde-du-corps du roi puis officier de carabiniers, succéda aux titres héréditaires de son père. Il s'est retiré de la chambre en 1832. Le second Arthur Clarke (1802-1829), trouva la mort en 1829 à la suite d'une maladie contractée lors de l'expédition de Morée. Le troisième, Alphonse Clarke (1806-1850), s'illustra dans la composition musicale. Quant au dernier, Elphride (1808-1813), il mourut assez jeune.
À noter qu'à travers ce second mariage, il fut le beau-frère de trois autres officiers et barons : Étienne d'Hastrel de Rivedoux, Eugène Charles Auguste de Mandeville et Guillaume O'Meara.
À Paris, il était propriétaire de l'Hôtel d'Estrées au 79 rue de Grenelle.